# ビズライフエージェント
株式会社ビズライフエージェントは、名古屋に本社を構え、東京や大阪にも営業所を構える日本の不動産仲介会社。
2010年創業で、企業向けにオフィスの提案、紹介を行っている。

## 沿革
- 2010年10月1日 - 創業
- 2012年5月 - 名古屋本社　増床
- 2016年1月 - 大阪支店　開設
- 2016年2月 - 名古屋本社　拡張移転
- 2018年2月 - 大阪支店　拡張移転
- 2022年7月 - 東京支店　開設
- 2023年4月 - 東京支店　拡張移転

## 事業所
本社
愛知県名古屋市中区錦一丁目17番26号 ラウンドテラス伏見ビル 2階
支店
東京支店（東京都中央区銀座七丁目2番22号　コリドースクエア銀座7丁目ビル　8階）
大阪支店（大阪府大阪市西区靱本町一丁目5番15号 第二富士ビル 7階）

## 主な事業内容
- オフィスビルの賃貸仲介
- 事業用不動産の売買仲介
- プロパティマネジメント（ビル管理、ビル運営コンサルティング）
- ファシリティマネジメント（レイアウト等のオフィスコンサルティング）
- 事務所移転の関連業務全般